# Antoine Van Hulle
Antoine Van Hulle (1938) is een Belgische ondernemer en politicus voor de PVV en diens opvolgers VLD en Open Vld.

## Biografie
Van Hulle is bedrijfsleider van boomkwekerij Albo.
In 1972 werd hij in Waarschoot gemeenteraadslid en sinds 1977 was hij ook provincieraadslid. Na de verkiezingen van 1988 vormde hij een meerderheid van zijn PVV met WGB en werd zo begin 1989 burgemeester van Waarschoot. Hij bleef een ambtsperiode burgemeester. Na de verkiezingen van 1994 kwam de CVP weer in de meerderheid en CVP'er Charles De Block volgde begin 1995 Van Hulle op als burgemeester. Hij bleef provincieraadslid tot 2000. Voor de gemeenteraadsverkiezingen van 2000 en 2006 bleef hij liberaal lijsttrekker, maar hij kon niet deelnemen aan de bestuursmeerderheid.